# Нюховий рецептор

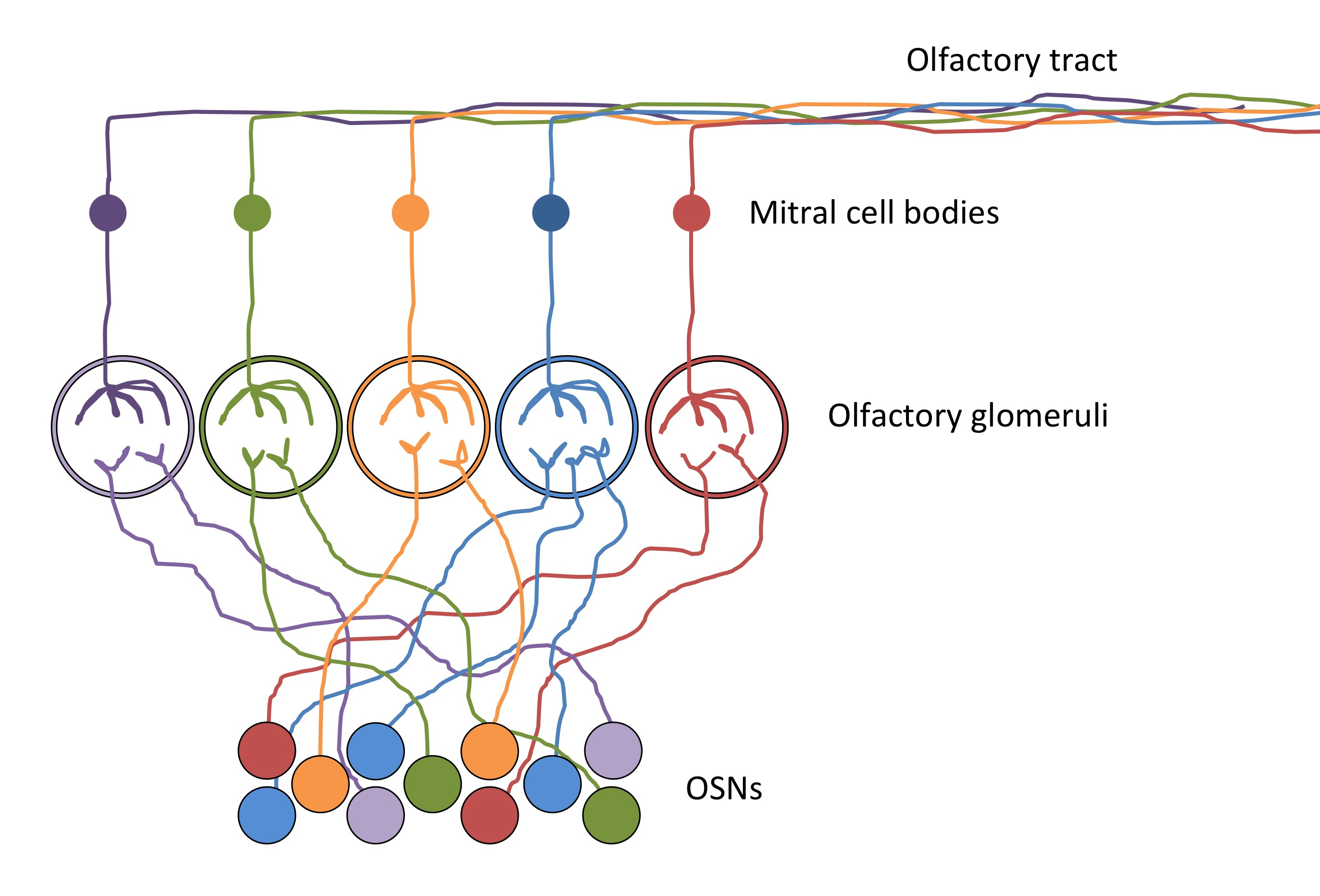

Нюхові рецептори — рецептори, що існують в клітинних мембранах нюхових нейронів і відповідають за виявлення молекул запаху. Знаходяться на кінцях вій, що виходять з нюхових клітин.
Активований нюховий рецептор ініціює каскад реакцій, необхідних для передачі сигналу про запах, який зрештою потрапляє в мозок.
Ці рецептори є членами класу родопсина як сімейство рецепторів, сполучених з G-білком (GPCR). Нюхові рецептори утворюють мультігенні сім'ї, що складаються з більш ніж 900 генів у людини та 1500 генів у мишей.

## Вираз
У хребетних нюхові рецептори розташовані як у віях, так і в синапсах нюхових сенсорних нейронів, а також в епітелії дихальних шляхів людини. У комах, нюхові рецептори розташовані на вусиках і інших хемосенсорних органах. Сперматозоїди також експресують рецептори запаху, які, як вважається беруть участь в хемотаксисі, щоб знайти яйцеклітину.

## Еволюція
Нюхове сімейство генних рецепторів у хребетних почало розвиватися через геномні події, такі як дуплікації генів і генну конверсію. Доказом ролі тандемної дуплікації є той факт, що багато генів нюхових рецепторів, що належать до однієї філогенетичної скарбі, розташовані в одному і тому ж кластері генів. До цього моменту група геномних кластерів OR добре зберігається у людей і мишей, хоча функціональна кількість OR істотно відрізняється у цих двох видів. Така еволюція об'єднує сегменти з декількох генів OR, щоб генерувати й виробляти конфігурації, що реагують на види одоранту, створюючи нові функціональні гени OR, а також псевдогени.